# Nancy DiNardo
Nancy J. DiNardo ist eine US-amerikanische Politikerin und seit Januar 2015 stellvertretende Vorsitzende der Demokratischen Partei von Connecticut. Zuvor hatte sie von 2005 bis Januar 2015 als erste Frau das Amt des Parteivorsitzenden bekleidet.

## Leben
DiNardo wuchs in Trumbull zusammen mit zwei älteren Brüdern auf. Ihre Eltern Peter R. DiNardo († 1989) und Josephine C. DiNardo (1919–2009) waren aktiv in der Politik des Bundesstaates. Ihr Vater saß in der Trumbull Police Commission. Ihre Mutter war Mitgründerin des Trumbull Democratic Federated Women's Club und gehörte für 25 Jahre dem Democratic State Central Committee an.
DiNardo studierte am Emmanuel College in Boston. Nachdem sie dort ihren Abschluss erhalten hatte, kehrte sie in ihre Heimatstadt zurück, um als Lehrerin zu arbeiten. Ihre erste Tätigkeit führte sie an die Maplewood School in Bridgeport, wo sie Erstklässler unterrichtete. Gleichzeitig wurde sie 1971 im Alter von 21 Jahren erstmals in das Trumbull Town Council gewählt.
Die folgenden Jahre war sie im öffentlichen Dienst tätig und gehörte dem Trumbull Board of Health, der Trumbull Finance Commission sowie der Trumbull Police Commission an. Als sie 2002 in den Ruhestand ging, war sie Direktorin des Psychologischen Dienstes des Bridgeport Board of Education. Des Weiteren war sie mehrere Jahrzehnte  Vorsitzende des Trumbull Democratic Town Committee und stand damit dem Ortsverband der Partei in Trumbull vor.
Seit 1998 gehörte sie dem Democratic State Central Committee an. 2002 wurde sie Vorsitzende des Finanzkomitees der Partei. Als der bisherige Vorsitzende der Demokratischen Partei von Connecticut, George C. Jepsen, nicht für eine weitere Amtszeit kandidierte, bewarb sich DiNardo um seine Nachfolge. 2005 erfolgte ihre Wahl zur Vorsitzenden der Demokratischen Partei von Connecticut. DiNardo wurde damit die erste Frau in diesem Amt. 2015 verzichtete sie auf eine erneute Kandidatur und bewarb sich stattdessen für das Amt des stellvertretenden Parteivorsitzenden. Neuer Parteivorsitzender wurde der bisherige stellvertretende Vorsitzende Nick Balletto.
DiNardo ist unverheiratet und kinderlos.